# Barking
Barking là một thành thị ngoại ô phía tây của Khu Barking và Dagenham của Luân Đôn, tọa lạc ở phía Đông Luân Đôn, Anh. Barking là một trung tâm thương mại và bán lẻ, nằm cách 9,1 dặm (14,6 km) về phía đông của Charing Cross. Theo Bản đồ Quy hoạch Luân Đôn, đây là một trong 35 trung tâm chính của vùng Đại Luân Đôn. Barking là một khu vực đổi mới với hai trung tâm hoạt động chính là Trung tâm Barking Town và Barking Riverside.

## Dân số
| 1881                                       | 16.848        |
| 1891                                       | 14.301        |
| 1901                                       | 21.547        |
| 1911                                       | 31.294        |
| 1921                                       | 35.523        |
| 1931                                       | 51.270        |
| 1941                                       | chiến tranh # |
| 1951                                       | 78.170        |
| 1961                                       | 72.293        |
| # không có số liệu thống kê do chiến tranh |               |
| Nguồn: UK census                           |               |